# Neufeld an der Leitha
Neufeld an der Leitha (in ungherese: Lajtaújfalu) è un comune austriaco di 3 234 abitanti nel distretto di Eisenstadt-Umgebung, in Burgenland; ha lo status di città (Stadtgemeinde).